# Mariä Geburt (Nittenau)

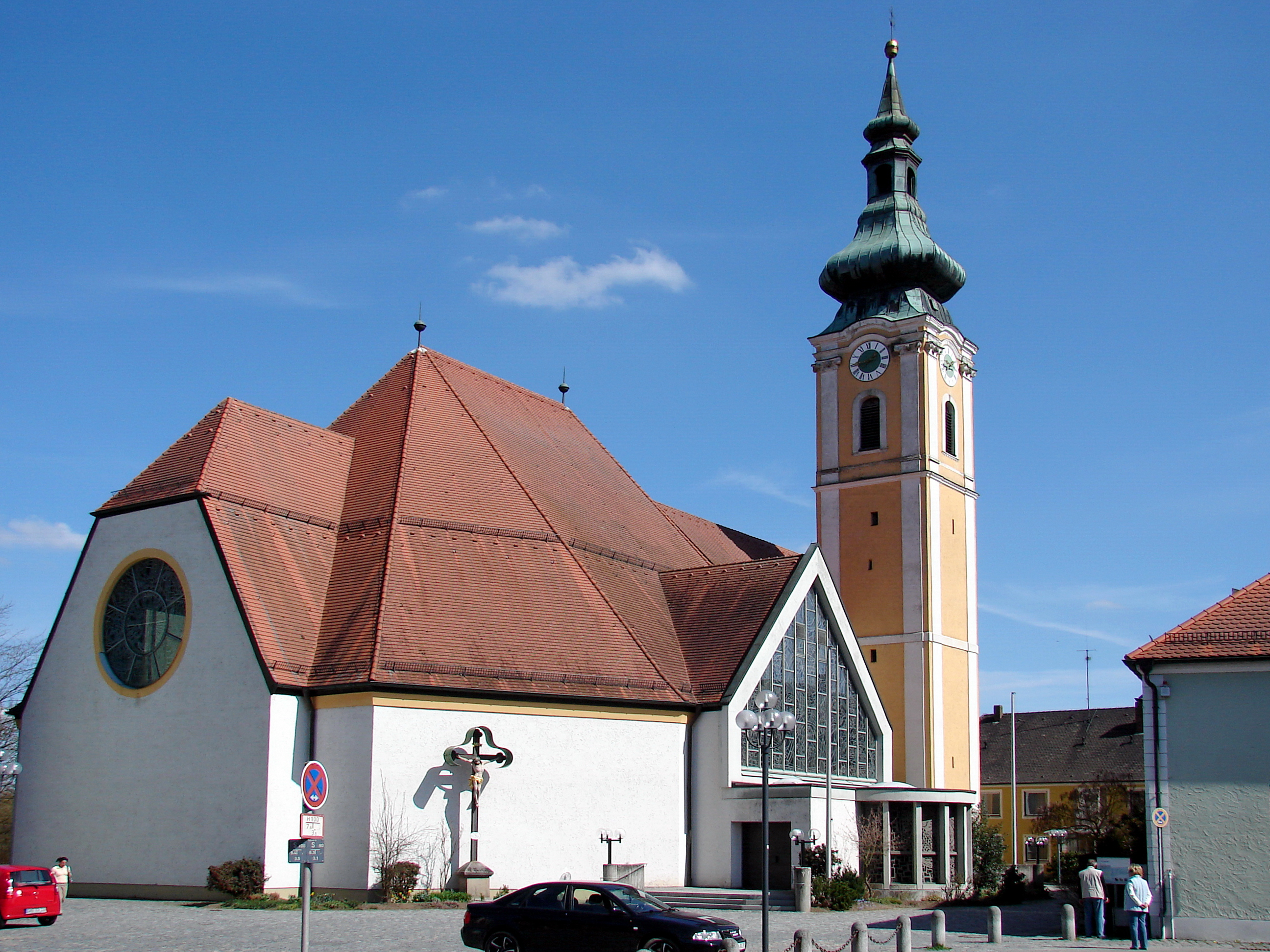
Mariä Geburt (Nittenau)

Die römisch-katholische, denkmalgeschützte Pfarrkirche Mariä Geburt steht in Nittenau, einer Kleinstadt im Landkreis Schwandorf der Oberpfalz. Sie ist dem Bistum Regensburg zugeordnet. Das Bauwerk ist unter der Denkmalnummer D-3-76-149-12 als Baudenkmal in die Bayerische Denkmalliste eingetragen.

## Beschreibung
Die barocke Saalkirche wurde nach einem Brand 1799 unter Einbeziehung alter Umfassungsmauern und des eingezogenen, gotischen, dreiseitig geschlossenen, von Strebepfeilern gestützten Chors im Osten des Langhauses erbaut. Der Chorflankenturm an der Südwand des Chors ist mit Lisenen an den Ecken und durch Stockwerkgesimse gegliedert. Sein oberstes Geschoss beherbergt die Turmuhr und den Glockenstuhl, in dem fünf Kirchenglocken hängen. Darauf sitzt eine Zwiebelhaube, die von einer Laterne gekrönt ist. Das Langhaus wurde 1849–51 erweitert. Ein Teil wurde 1977/78 abgebrochen und an seiner Stelle ein Gemeindezentrum angebaut. Im alten Teil befindet sich die frühklassizistische Kirchenausstattung wie die Kanzel. Im Neubau befinden sich eine Kreuzigungsgruppe und eine Statue der Maria Magdalena aus der Mitte des 18. Jahrhunderts. Die Orgel wurde 1845 von Adam Ehrlich gebaut.